# Myiagra cervinicauda
Myiagra cervinicauda là một loài chim trong họ Monarchidae.